# Raíta
La raíta es un mineral de la clase de los filosilicatos. Fue descubierta en 1973 en un monte del macizo de Lovozero de la península de Kola, en el óblast de Múrmansk (Rusia), siendo nombrada así en honor de la gesta del grupo de científicos que en 1969 viajaron en un barco construido enteramente de papiro, al que bautizaron Ra. Un sinónimo es su clave: IMA1972-010.

## Características químicas
Es un silicato hidroxilado e hidratado de sodio, manganeso y titanio. La estructura molecular es de un filiosilicato con unidades de tetraedros simples de anillos de seis miembros conectados mediante anillos de octaedros o bandas de octaedros.
Estructuralmente está relacionada con los filosilicatos tuperssuatsiaíta (Na(Fe3+)3Si8O20(OH)2·H2O) y windhoekita (Ca2(Fe3+)2.67Si8O20(OH)4·10H2O).
Además de los elementos de su fórmula, suele llevar como impurezas: calcio, titanio, hierro, circonio, aluminio, niobio, tantalio, magnesio, potasio y carbono.

## Formación y yacimientos
Aparece en rocas nefelinas, en las paredes de las fracturas rellenadas con nefelina en pegmatitas alcalinas.
Suele encontrarse asociado a otros minerales como: nefelina, egirina, mountainita, natrolita, zorita, albita, sodalita, sérandita, analcima, ancilita, epididimita, eudialita o nenadkevichita.